# 제28회 골든 래즈베리상
제28회 골든 래즈베리상은 2007년 영화를 대상으로 2008년 2월에 열린 시상식이다.

## 수상 및 후보

### 최악의 작품상
- 나는 누가 날 죽였는지 알고 있다 - 크리스 시벗슨 수상
- 척 앤 래리 - 데니스 듀간
- 노르빗 - 브라이언 로빈스
- 브랏츠 - 숀 맥나마라
- 대디 데이 캠프 - 프레드 세비지

### 최악의 남우주연상
- 노르빗 - 에디 머피 수상
- 고스트 라이더 - 니콜라스 케이지
- 넘버 23 - 짐 캐리
- 대디 데이 캠프 - 쿠바 구딩 쥬니어
- 척 앤 래리 - 아담 샌들러

### 최악의 여우주연상
- 나는 누가 날 죽였는지 알고 있다 - 린제이 로한 수상
- 굿 럭 척 - 제시카 알바
- 브랏츠 - 로건 브라우닝
- 4.4.4. - 엘리샤 커스버트
- 철없는 그녀의 아찔한 연애코치 - 맨디 무어 외 1명

### 최악의 남우조연상
- 노르빗 - 에디 머피 수상
- 캐리비안의 해적 - 세상의 끝에서 - 올랜도 블룸
- 척 앤 래리 - 케빈 제임스
- 척 앤 래리 - 롭 슈나이더
- 브랏츠 - 존 보이트

### 최악의 여우조연상
- 노르빗 - 에디 머피 수상
- 척 앤 래리 - 제시카 비엘
- 에픽 무비 - 카르멘 일렉트라
- 나는 누가 날 죽였는지 알고 있다 - 줄리아 오몬드
- 코드 네임 - 클리너 - 니콜렛 쉐리던

### 최악의 감독상
- 나는 누가 날 죽였는지 알고 있다 - 크리스 시벗슨 수상
- 척 앤 래리 - 데니스 듀간
- 4.4.4. - 롤랑 조페
- 노르빗 - 브라이언 로빈스
- 대디 데이 캠프 - 프레드 세비지

### 최악의 각본상
- 나는 누가 날 죽였는지 알고 있다 - 제프 해몬드 수상
- 대디 데이 캠프 - 지오프 로드키
- 에픽 무비 - 제이슨 프리드버그
- 척 앤 래리 - 배리 파나로
- 노르빗 - 데이비드 론

### 최악의 속편상
- 대디 데이 캠프 - 배리 키피 수상
- 에이리언 VS. 프레데터 2 - 콜린 스트로즈 외1명
- 에반 올마이티 - 톰 새디악
- 한니발 라이징 - 피터 웨버
- 호스텔 2 - 일라이 로스

### 최악의 리메이크상
- 나는 누가 날 죽였는지 알고 있다 - 크리스 시벗슨 수상
- 아직 멀었어요? 2 - 스티브 카
- 브랏츠 - 숀 맥나마라
- 에픽 무비 - 제이슨 프리드버그

### 최악의 커플상
- 나는 누가 날 죽였는지 알고 있다 - 린제이 로한 수상
- 굿 럭 척 - 제시카 알바와 여러명
- 브랏츠 - 로건 브라우닝
- 노르빗 - 에디 머피
- 척 앤 래리 - 아담 샌들러

### 최악의 공포영화상
- 나는 누가 날 죽였는지 알고 있다 - 크리스 시벗슨 수상
- 에이리언 VS. 프레데터 2 - 콜린 스트로즈 외1명
- 4.4.4. - 롤랑 조페
- 한니발 라이징 - 피터 웨버
- 호스텔 2 - 일라이 로스

## 같이 보기
- 제80회 아카데미상
- 제61회 영국 아카데미 영화상
- 제65회 골든 글로브상
- 제14회 미국 배우 조합상